# Yahiroara
× Yahiroara, (abreviado Yhra) en el comercio, es un híbrido intergenérico entre los géneros de orquídeas Brassavola × Cattleya × Epidendrum × Laelia × Schomburgkia. Fue publicado en Orchid Rev. 86(1018) cppo: 8 (1978).